# Aleksandrovo, Șumen
Aleksandrovo (în bulgară Александрово) este un sat în comuna Smeadovo, regiunea Șumen,  Bulgaria. 

## Demografie
Componența etnică a satului Aleksandrovo
     Bulgari (90,66%)
     Turci (8%)
     Nicio identificare (1,33%)
     Altele (0%)
La recensământul din 2011, populația satului Aleksandrovo era de 75 locuitori. Din punct de vedere etnic, majoritatea locuitorilor (90,66%) erau bulgari, cu o minoritate de turci (8,0%). Pentru 1,33% din locuitori nu este cunoscută apartenența etnică.